# Dąb bezszypułkowy
Dąb bezszypułkowy (Quercus petraea (Matt.) Liebl.) – gatunek drzewa liściastego z rodziny bukowatych. Występuje naturalnie w Europie Środkowej, Irlandii, Wielkiej Brytanii, południowej Skandynawii, aż po tereny Włoch i Bułgarii. W Polsce występuje rzadziej od dębu szypułkowego – ma w Polsce swoją północno-wschodnią granicę zasięgu. 

## Morfologia

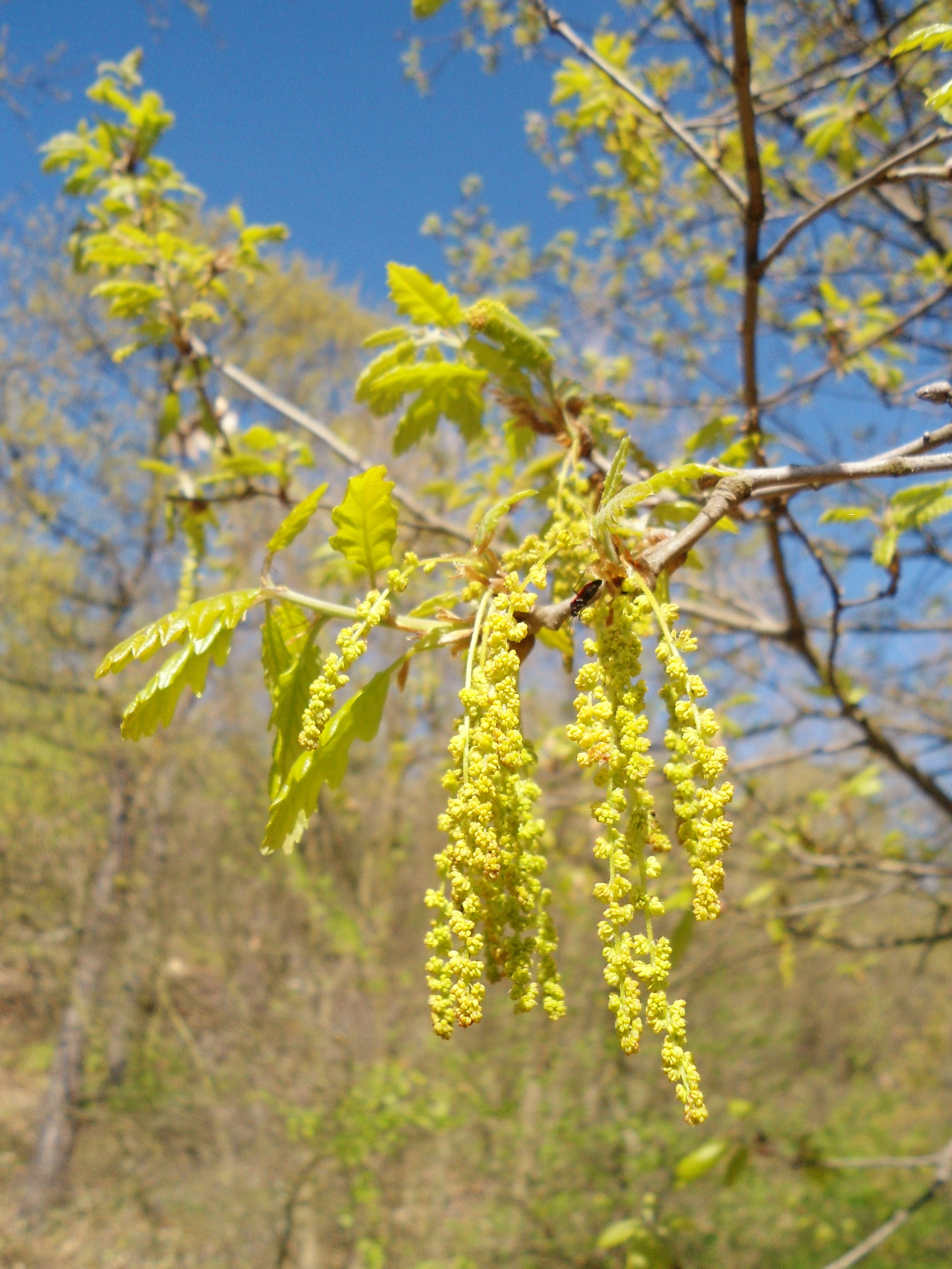
Kwiatostany męskie

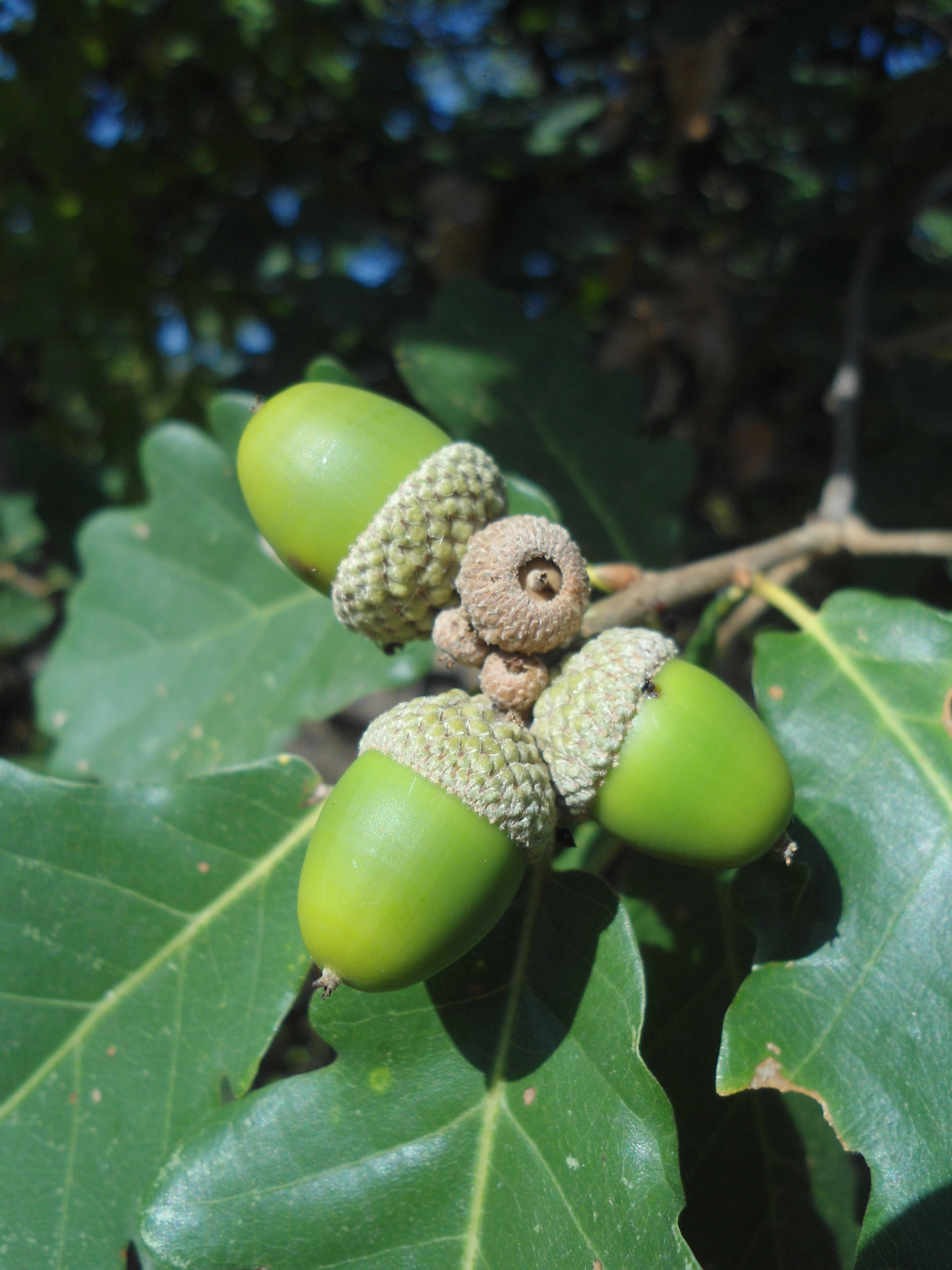
Owoce

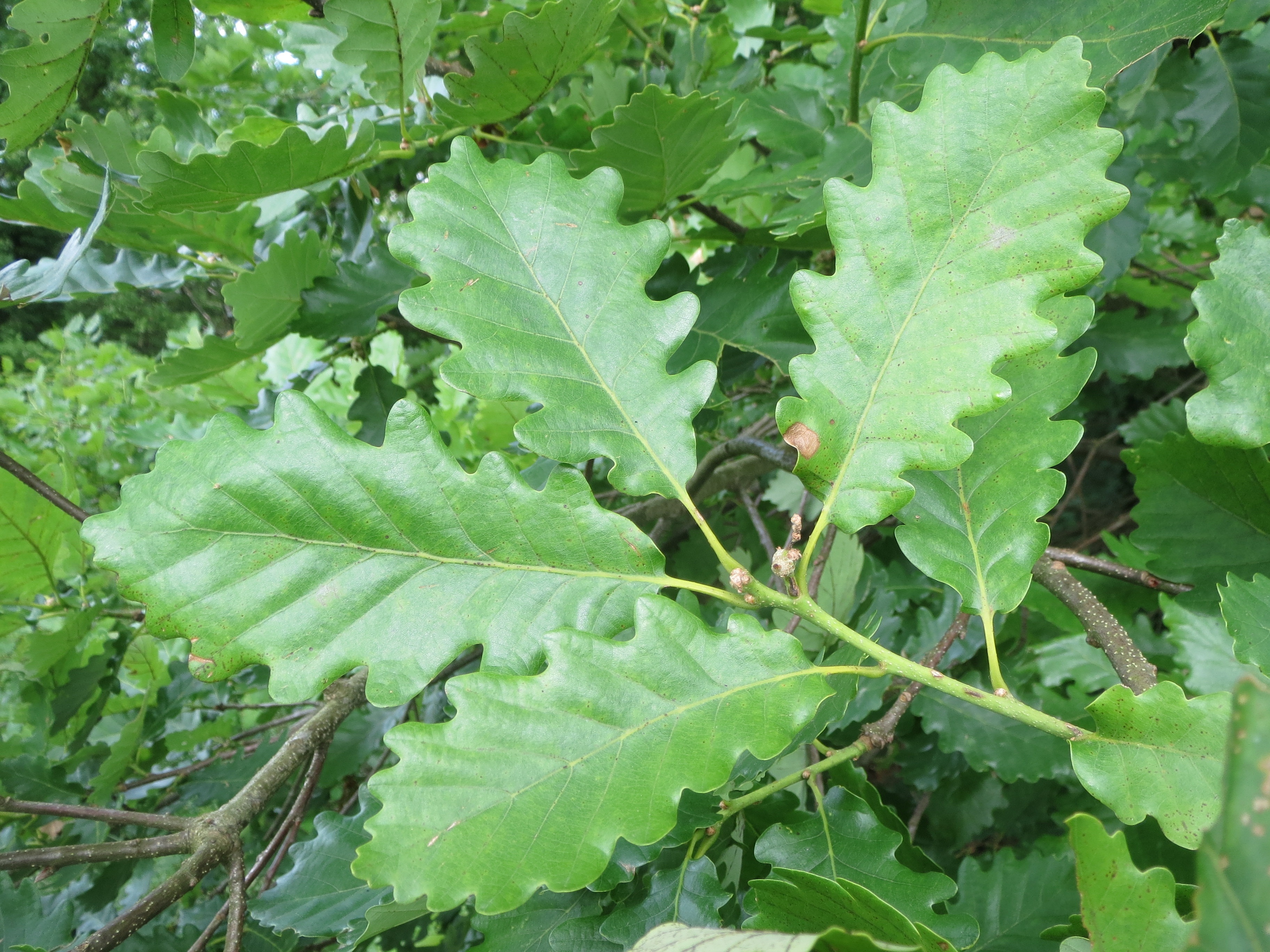
Liście

PokrójKorona drzewa szerokojajowata, z czasem rozrasta się na szerokość.
PieńOsiąga 40 m wysokości, zazwyczaj prosty, z wiekiem często staje się poskręcany. Kora u młodych drzew jest gładka, z czasem staje się szorstka, podłużnie bruzdowata, szarobrązowa.
PąkiSzczytowe są jajowate, obłe. Pąki boczne słabo odchylone od pędu. Łuski brązowe, ciemnobrązowo obrzeżone, pokryte srebrzystym meszkiem.
LiścieDługości 5–14 cm, ustawione skrętolegle. Blaszka liścia z 5–8 zatokowato zaokrąglonymi klapami, z krótkim ogonkiem. Klapy blaszki regularne, niezbyt głęboko wcięte. Kształt nasady blaszki liściowej klinowaty. Młode liście pokryte puszystymi włoskami, które z czasem zanikają, pozostając tylko na spodzie blaszki. Nerwy boczne dochodzą prawie wyłącznie do szczytów klap.
KwiatyKwiaty męskie tworzą zielonkawe, zwisające kotki. Kwiaty żeńskie, siedzące na szypułkach do 10 mm długich, są również zielonkawe, występują pojedynczo lub zebrane po 5.
OwoceOrzech nazywany żołędziem. Długość 16–35 mm, grubość 8–16 mm. Najgrubsza część w 1/3 długości, rzadziej w połowie. Znamię wypukłe, szczyt zaostrzony (nie da się go ustawić pionowo). Miseczka obejmuje tylko żołądź. Dojrzały żołądź jest podługowato-owalny, zwykle jednolicie ciemnobrunatny. Waga 1000 sztuk w granicach 1,5-5 kg. W 1 kg mieści się ich 132 do 650 sztuk.
Najgrubszy dąb bezszypułkowy na gruntach w zarządzie Lasów Państwowych rośnie w nadleśnictwie Skierniewice i ma obwód 609 cm. Najstarszy okaz w Polsce rośnie w Turawie w województwie opolskim i ma ok. 390 lat.

## Biologia i ekologia

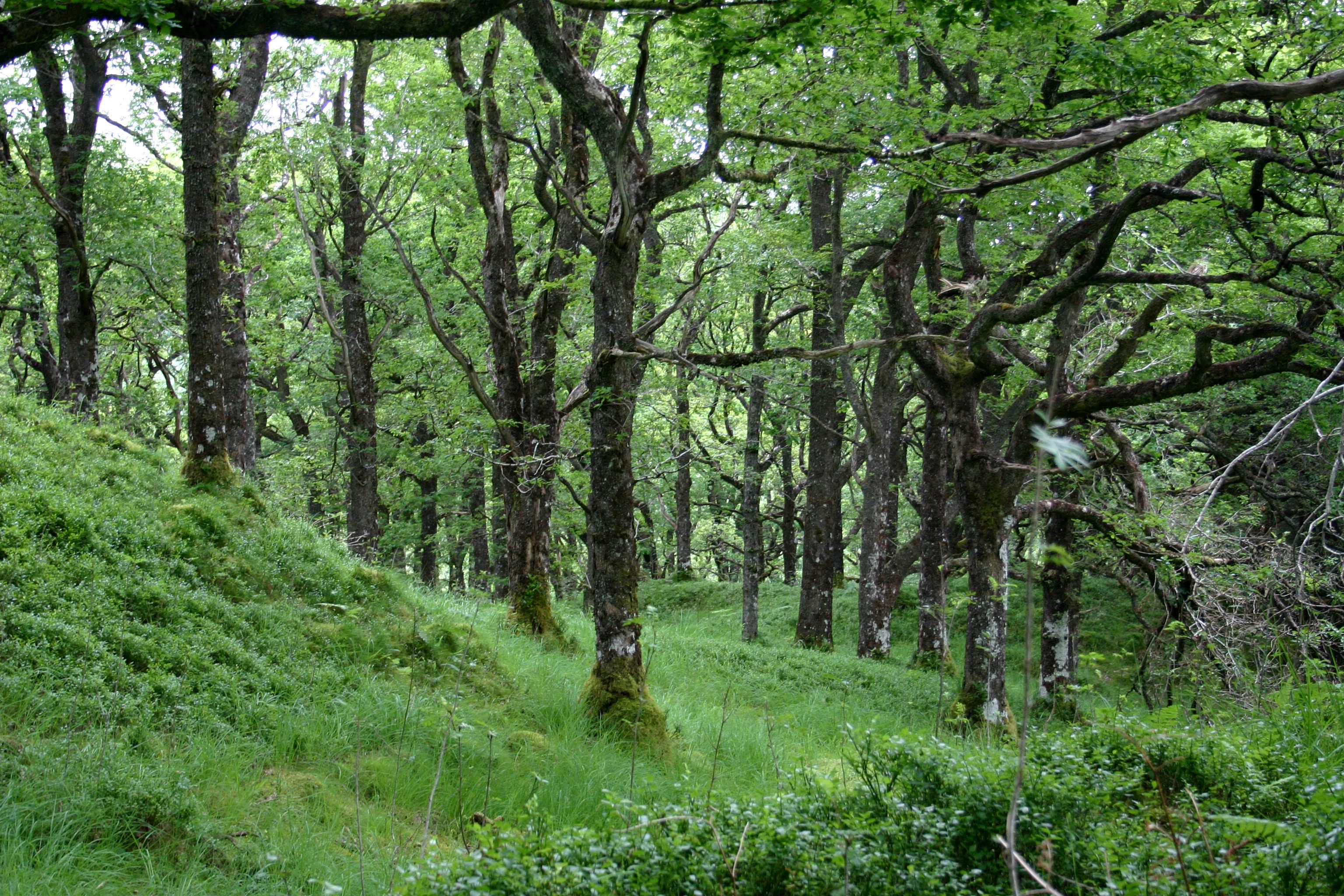
Las z dębem bezszypułkowym w Szkocji

Kwitnie ok. 2 tygodnie później niż dąb szypułkowy. Gatunek jednopienny. Drzewo zaczyna owocować w wieku 40–50 lat, a gdy rośnie w zwarciu jeszcze później.
Preferuje klimat umiarkowany, łagodny i wilgotny. Tworzy czyste dąbrowy i lasy mieszane z innymi gatunkami dębów, kasztanem, bukiem i grabem. Najlepiej rośnie na glebach piaszczysto-gliniastych, lekko kwaśnych. Najwyżej stwierdzone występowanie - Alpy i Pireneje - 1800 m n.p.m., góry Elbrusu w Azji - 2400 m n.p.m. W Polsce na ogół nie przekracza wysokości 550 m n.p.m. Najwyżej odnotowano go w Gorcach – 750 m n.p.m.

## Zmienność
W obrębie tego gatunku oprócz podgatunku nominatywnego wyróżniono trzy podgatunki:
- Quercus petraea subsp. huguetiana Franco & G.López
- Quercus petraea subsp. iberica (Steven ex M.Bieb.) Krassiln.
- Quercus petraea subsp. pinnatiloba (K.Koch) Menitsky

Tworzy mieszańce z dębem omszonym i d. szypułkowym (Quercus x rosacea Bechst. = Q x intermedia Boenn.).

## Zastosowanie
- Drewno dębu bezszypułkowego, nieco bardziej miękkie i lżejsze niż dębu szypułkowego, jest jednym z najbardziej cenionych gatunków drewna i jest powszechnie wykorzystywane. Biel średnio twardy, o barwie biało-żółtawej. Twardziel zdecydowanie ciężka, odporna na ścieranie, bardzo twarda (może przewyższać twardością nawet drewno bukowe), barwy brunatnej. Dostarcza szczególnie cennego drewna, używanego do budowy okrętów, wytwarzania mebli i klepek podłogowych, sklejki i płyt wiórowych. Szczególnie nadaje się do budownictwa wodnego ze względu na swoją dużą wytrzymałość na gnicie. Wykorzystuje się je także do budowy antałków, w których leżakują cenne alkohole.
- Roślina lecznicza: Ma podobne własności i zastosowanie jak dąb szypułkowy.

## Szkodniki i choroby
Patrz dąb szypułkowy